# Stenhomalus lateralis
Stenhomalus lateralis är en skalbaggsart som först beskrevs av Francis Polkinghorne Pascoe 1859.  Stenhomalus lateralis ingår i släktet Stenhomalus och familjen långhorningar.
Artens utbredningsområde är Sri Lanka. Inga underarter finns listade i Catalogue of Life.